# 1. FC Frankfurt
Der 1. FC Frankfurt (offiziell: 1. Fußballclub Frankfurt (Oder) E. V. e. V.) ist ein deutscher Fußballverein aus Frankfurt (Oder). Er wurde 1951 in Leipzig als Vorwärts Leipzig gegründet, zog 1953 nach Ost-Berlin und gewann dort bis 1971 als Vorwärts Berlin mehrfach die Meisterschaft und den Pokal im DDR-Fußball. Seit 1971 spielte der Club in Frankfurt, zunächst als FC Vorwärts Frankfurt (Oder) und später als FC Victoria '91 Frankfurt (Oder) und Frankfurter FC Viktoria. Am 1. Juli 2012 benannte sich Viktoria unter Anschluss des MSV Eintracht Frankfurt in 1. FC Frankfurt (Oder) E. V. um.

## Geschichte
Der 1. FC Frankfurt ist der Nachfolger des DDR-Oberligisten FC Vorwärts Frankfurt, dessen Ursprünge in Leipzig lagen. Vorwärts gehörte zur Armeesportvereinigung Vorwärts bzw. dessen Vorgängerorganisationen und war daher eng mit der Entwicklung der Nationalen Volksarmee (NVA) verknüpft. Dies führte neben mehreren Namens- und Wappenänderungen auch dazu, dass die Armeesportler als einzige Mannschaft der Oberliga zweimal in eine andere Stadt „umziehen“ mussten. Alle Spieler und Trainer des FC bekamen bis zur Wende automatisch einen Dienstgrad der NVA zugewiesen.

### 1951–1953: Leipziger Epoche

#### Gründung
Anfang der 1950er Jahre wurde vom Vorläufer der Kasernierten Volkspolizei, der Hauptverwaltung Ausbildung (HVA), eine Sportvereinigung „Vorwärts“ gegründet, die nach sowjetischem Vorbild als sportliches „Aushängeschild“ der nationalen Streitkräfte dienen sollte. Bei einer 1951 durchgeführten HVA-internen Meisterschaft zur Ermittlung der besten Vorwärts-Mannschaft gewann die Leipziger Vorwärts-Sportgruppe mit 9:2 gegen die SV Vorwärts Burg, woraufhin Leipzig zum HVA-Fußballstützpunkt erklärt und Vorwärts Leipzig für die Saison 1951/52 ohne sportliche Qualifikation in die Oberliga eingestuft wurde. Dabei bekam die Sportgruppe die neue Bezeichnung SV Volkspolizei (VP) Vorwärts Leipzig. Das erste Mal erwähnt wurde dieser Name am 2. August 1951 (das genau Gründungsdatum ist unbekannt).

#### Erste Oberliga-Jahre
In ihrer ersten Saison trat die SV Vorwärts zunächst in den Farben Schwarz-Rot-Gold an. Die Heimspiele wurden im Wackerstadion im Leipziger Stadtteil Gohlis ausgetragen. Bereits während der Saison kam es zur ersten Umbenennung in SV Vorwärts der Hauptverwaltung Ausbildung (HVA) Leipzig. Die Mannschaft erreichte jedoch nur den 15. Platz und sicherte sich somit erst spät den Klassenerhalt. In der Folgesaison kam es dann zu einer Reihe von Veränderungen. Neben den Klubfarben (zum traditionellen Rot-Gelb) wurde am 2. November 1952 erneut der Name geändert in SV Vorwärts der Kasernierten Volkspolizei (KVP) Leipzig.
Darüber hinaus wurden im Laufe der Spielzeit acht Spieler vom sportlich stärker eingeschätzten Lokalrivalen BSG Chemie Leipzig abgeworben, was jedoch den Zorn der Leipziger Fußballanhänger nach sich zog. Doch trotz der Verstärkungen trat Vorwärts keine Leistungsverbesserung ein. Stattdessen stieg der Klub aus der Oberliga als Vierzehnter von 17 Mannschaften ab. Bereits die letzten Spiele der Saison wurden im Ost-Berliner Friedrich-Ludwig-Jahn-Sportpark unter neuem Namen ausgetragen.

### 1953–1971: Berliner Epoche

#### Delegierung nach Berlin
| Liga | Saison  | Platz | Punkte | Tore  |
| ---- | ------- | ----- | ------ | ----- |
| Liga | 1953/54 | 01    | 43:09  | 79:28 |
| OL   | 1954/55 | 08    | 26:26  | 43:46 |
| OL   | 1955    | 10    | 10:16  | 26:28 |
| OL   | 1956    | 06    | 26:26  | 41:41 |
| OL   | 1957    | 02    | 33:19  | 45:22 |
| OL   | 1958    | 01    | 38:14  | 50:24 |
| OL   | 1959    | 02    | 35:17  | 49:24 |
| OL   | 1960    | 01    | 41:11  | 73:28 |
| OL   | 1961/62 | 01    | 50:28  | 69:49 |
| OL   | 1962/63 | 03    | 31:21  | 41:34 |
| OL   | 1963/64 | 05    | 26:26  | 45:36 |
| OL   | 1964/65 | 01    | 37:15  | 51:24 |
| OL   | 1965/66 | 01    | 34:18  | 44:27 |
| OL   | 1966/67 | 08    | 26:26  | 43:34 |
| OL   | 1967/68 | 04    | 26:26  | 34:29 |
| OL   | 1968/69 | 01    | 34:18  | 47:28 |
| OL   | 1969/70 | 02    | 32:20  | 43:34 |
| OL   | 1970/71 | 07    | 26:26  | 38:44 |

Die Delegierung der Sportvereinigung in die Hauptstadt der DDR hatte mehrere Gründe. Zum einen war Vorwärts gegenüber Chemie in Leipzig nicht sehr beliebt. Des Weiteren sollte Berlin in der Oberliga vertreten sein (was bereits in den Jahren zuvor zu umstrittenen sportpolitischen Entscheidungen geführt hatte). Die im Osten Berlins ansässigen Oberliga- und Liga-Mannschaften hatten das Problem, dass viele der besten Spieler durch die zu jener Zeit noch offene Grenze zu West-Berliner Vereinen abwanderten. Unter derartigen Bedingungen konnte kein Ost-Berliner Club auf Dauer mit den Mannschaften aus der restlichen DDR konkurrieren. Ein dauerhaftes Fernbleiben von Berliner Clubs aus der obersten Spielklasse der DDR sollte allerdings aus Prestigegründen unbedingt vermieden werden. Daher wurde der Plan umgesetzt, mit der Delegierung von Vorwärts Leipzig eine möglichst konkurrenzfähige Oberliga-Mannschaft mit einem weitgehend „fluchtresistenten“ Kader aus Armeeangehörigen zu etablieren. Zur Saison 1953/54 trat daher der SV Vorwärts der KVP Berlin an.
Ein Jahr später wurde mit dem SC Dynamo Berlin eine weitere Mannschaft der „uniformierten Kräfte“ in Berlin installiert (in diesem Fall wurde die Mannschaft der SG Dynamo Dresden nach Berlin delegiert). Ein Grund für diese Entscheidung könnte darin gelegen haben, dass den Armeefußballern nicht allzu viel Vertrauen entgegengebracht wurde, nachdem sie bereits in Leipzig nur schwache Resultate hatten. Dynamo Dresden dagegen war 1953 Meister und 1954 Dritter geworden.
In ihrer ersten DDR-Liga-Saison wurde SV Vorwärts erneut mehrmals umbenannt. Der Änderung am 27. September 1953 in Zentraler Sportklub (ZSK) Vorwärts der KVP Berlin folgte am 7. März 1954 ZSK Vorwärts Berlin als neuer Name. Mit dem neuen Namen und dem neuen Standort hatte die Mannschaft mehr Erfolg und schaffte den Wiederaufstieg. Außerdem konnte man den Pokal gegen den favorisierten Oberligisten Motor Zwickau gewinnen.
Zu dieser Zeit pendelte die Mannschaft weiterhin noch zwischen dem Trainingszentrum und Wohnsitz in Leipzig und der Heimspielstätte in Berlin. Da sich dies negativ auf die Leistung auswirkte, wurde der Standort des Klubs während der Saison 1954/55 nach Strausberg (östlich von Berlin) verlagert. Die Spieler sollten ebenfalls den Wohnsitz wechseln, was 16 Spieler ablehnten und stattdessen in Leipzig blieben. Sie bildeten dort zusammen mit der in Leipzig verbliebenen Reservemannschaft des alten SV Vorwärts Leipzig sowie der zweiten Männermannschaft des SC DHfK Leipzig die Mannschaft des neugegründeten SC Vorwärts Leipzig (der aber nach der Saison nach Cottbus delegiert wurde und dort als Vorwärts Cottbus antrat).

#### Erfolge als ASK Vorwärts
Die nach Berlin umgezogenen Spieler wurden durch die Hälfte der ersten Mannschaft des SC DHfK Leipzig verstärkt (die andere Hälfte ging größtenteils zum SC Dynamo Berlin). Zunächst gehörte Vorwärts aber weiterhin zum Mittelmaß der Oberliga und belegte nacheinander die Plätze acht (1954/55) und zehn (in der Übergangsrunde 1955). Das Jahr 1956 markierte eine sportliche Wende für Vorwärts, als man in der Oberliga Sechster wurde und das Finale im FDGB-Pokal 1956 erreichte (welches gegen den SC Chemie Halle-Leuna verloren wurde).
Voraus gingen erneut organisatorische Veränderungen. Im Januar 1956 war die Nationale Volksarmee aus der KVP hervorgegangen, am 1. Oktober wurde dann die Armeesportvereinigung Vorwärts gegründet. Am 31. Oktober wurden die Berliner in Zentraler Armeesportklub (ZASK) Vorwärts Berlin umbenannt. Im Februar des darauffolgenden Jahres hieß der Klub dann nur noch ASK Vorwärts Berlin, womit die erfolgreichste Epoche des Klubs begann. In den fünf Spielzeiten zwischen 1957 und 1962 erreichte das Team immer Platz eins oder zwei. Dreimal (1958, 1960, 1961/62) wurde man Meister und durfte am Europapokal der Landesmeister teilnehmen. Außerdem wurde der ASK bei der ersten Austragung des Europapokals der Pokalsieger als Vertreter des DFV entsendet. Ein Höhepunkt dieser Zeit war das Erstrundenspiel im Landesmeisterwettbewerb 1959/60 gegen die Wolverhampton Wanderers, das Vorwärts Berlin vor 65.000 Zuschauern im Walter-Ulbricht-Stadion 2:1 gewann.

#### Umbenennung in FC Vorwärts

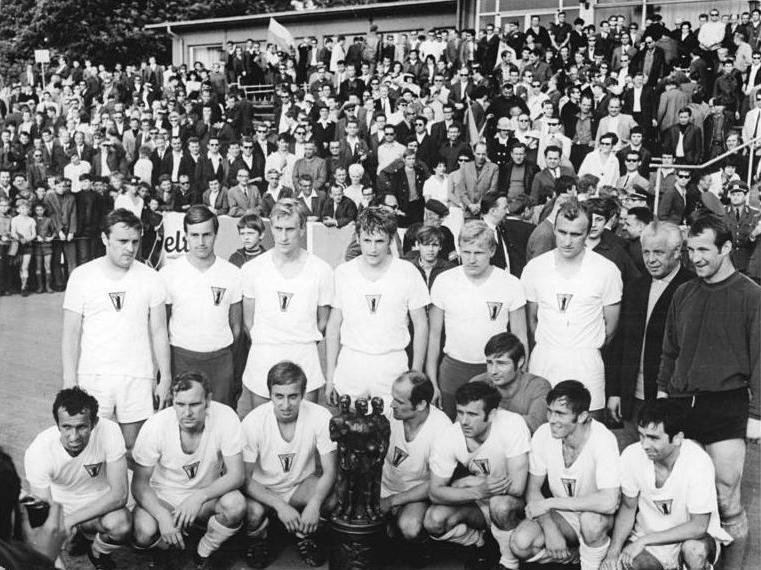
Die Pokalsiegermannschaft von 1970

Nachdem man 1963 Dritter und 1964 Fünfter geworden war, folgte 1965 der vierte Meistertitel. Dieser konnte 1966 erfolgreich verteidigt werden. Allerdings wieder unter einem neuen Namen. Im Jahr 1965 wurde dem Fußball ein Sonderstatus im DDR-Leistungssport eingeräumt, dessen Absicht in einer gezielten Förderung dieser Sportart lag. In dessen Folge wurden neben Berlin zumeist in den Bezirksstädten der DDR vereinzelt Fußball-Sektionen aus den Sportclubs ausgelagert, um als eigenständige Fußballclubs den Spielbetrieb fortzusetzen. Beim ASK Vorwärts erfolgte die Ausgliederung dieser Sektion am 18. Januar 1966, deren Bezeichnung fortan FC Vorwärts Berlin lautete. Auch der Stadtrivale Dynamo wurde ab 1966 unter dem neuen Namen BFC Dynamo als selbstständiger Fußballclub weitergeführt. Mit dem ebenfalls in diesem Jahr neu gegründeten 1. FC Union Berlin (vorher TSC Berlin) war die Hauptstadt letztendlich mit drei Fußballclubs in der obersten Spielklasse vertreten.
In den folgenden Jahren bis 1970 kam die Konkurrenz innerhalb der Stadt überraschenderweise nicht vom BFC Dynamo, der kurzzeitig sogar abstieg, sondern vom 1. FC Union Berlin. 1967 lagen die Unioner vor Vorwärts in der Tabelle und 1968 gewannen sie den Pokal. Doch in der Saison 1968/69 wurde das Kräfteverhältnis aus Vorwärts-Sicht wieder zurechtgerückt, als man die sechste Meisterschaft einfuhr und die Berliner Mitkonkurrenten auf den Plätzen zehn (Dynamo) und 13 (Union) landeten. In der Folgesaison wurden die Armeefußballer Vizemeister und zum zweiten Mal Pokalsieger.
Vorwärts Berlin war damit die prägende Mannschaft der späten 1950er und 1960er Jahre gewesen. In Berlin stand man deutlich vor dem Team von Dynamo, welches 1954 noch mit größeren Hoffnungen in die Hauptstadt delegiert worden war. Bis auf zwei Ausnahmen lag Vorwärts in der Tabelle immer vor Dynamo und entschied auch den direkten Vergleich mit 14 Siegen sowie jeweils acht Unentschieden und Niederlagen für sich.

### 1971–1991: Frankfurter Epoche im DDR-Fußball
| Liga | Saison  | Platz | Punkte | Tore  |
| ---- | ------- | ----- | ------ | ----- |
| OL   | 1971/72 | 05    | 27:25  | 33:36 |
| OL   | 1972/73 | 07    | 25:27  | 54:46 |
| OL   | 1973/74 | 04    | 34:18  | 48:27 |
| OL   | 1974/75 | 05    | 26:26  | 37:31 |
| OL   | 1975/76 | 12    | 20:32  | 41:57 |
| OL   | 1976/77 | 12    | 21:31  | 23:36 |
| OL   | 1977/78 | 13    | 15:37  | 19:35 |
| Liga | 1978/79 | 01    | 40:04  | 77:06 |
| OL   | 1979/80 | 05    | 30:22  | 41:40 |
| OL   | 1980/81 | 05    | 31:21  | 58:40 |
| OL   | 1981/82 | 04    | 33:19  | 56:39 |
| OL   | 1982/83 | 02    | 34:18  | 56:29 |
| OL   | 1983/84 | 04    | 33:19  | 56:36 |
| OL   | 1984/85 | 08    | 22:30  | 41:38 |
| OL   | 1985/86 | 09    | 25:27  | 37:35 |
| OL   | 1986/87 | 10    | 21:31  | 23:32 |
| OL   | 1987/88 | 13    | 21:31  | 33:43 |
| Liga | 1988/89 | 03    | 43:25  | 59:33 |
| Liga | 1989/90 | 01    | 53:15  | 80:30 |
| OL   | 1990/91 | 14    | 13:39  | 29:54 |

#### Delegierung nach Frankfurt (Oder)
Am 31. Juli 1971 wurde der FC Vorwärts nach einem Beschluss des Verteidigungsministeriums nach Frankfurt (Oder) delegiert. Hauptgrund für die Verlegung des FC Vorwärts Berlin aus Ost-Berlin war das Viermächteabkommen über Berlin zwischen den vier Besatzungsmächten, das ein entmilitarisiertes Berlin vorsah. Der FC Vorwärts Berlin war eine Einheit der Nationale Volksarmee. Ziel der Verlegung war auch die Stärkung des Fußballs im Bezirk Frankfurt (Oder). Die genauen Gründe für diesen Umzug wurden jedoch nie vollständig geklärt. Die Verlegung könnte auch das Ergebnis eines Kuhhandels gewesen sein.
Der deutsche Historiker Rüdiger Wenzke schreibt, die Verlegung sei „wahrscheinlich“ das Ergebnis politischer Intrigen des MfS und der SED gewesen. Der Sportwissenschaftler Hans Joachim Teichler schreibt, alle Spekulationen drehten sich stets um MfS-Chef Erich Mielke, der den damaligen amtierenden Verteidigungsminister Heinz Hoffmann „irgendwie“ davon überzeugt habe, dass zwei Vereine der „Bewaffneten Organe“ in Berlin zu viel seien. Mielke betrachtete den FC Vorwärts Berlin als Konkurrenten des BFC Dynamo in der Hauptstadt und wollte das Prenzlauer-Berg-Revier des FC Vorwärts Berlin für den BFC Dynamo. Sein Politbürokollege und Erster Sekretär der SED-Bezirksleitung im Bezirk Frankfurt (Oder), Erich Mückenberger, erwartete dagegen einen Aufschwung für den Bezirk Frankfurt (Oder). Mückenberger ließ im Hintergrund nicht locker, Verteidigungsminister Heinz Hoffmann FC Vorwärts Berlin abzuschwatzen.
Der Umzug des FC Vorwärts Berlin nach Frankfurt (Oder) folgte jedoch dem Umzug des ASK Vorwärts Berlin nach Frankfurt (Oder). Zudem ist zu beachten, dass der Armeesport hatte sich im Bezirk Frankfurt konzentriert. Der Sportverein ASK Vorwärts Berlin, aus dem FC Vorwärts Berlin 1966 ausgegliedert worden war und der seinen Sitz im Bezirk Frankfurt hatte, war 1969 in die Bezirkshauptstadt delegiert worden und hieß nun ASK Vorwärts Frankfurt (Oder). Das Präsidium des DTSB am 22. April 1969 einen Beschluss über die weitere Entwicklung des Leistungssports bis zu den 20. Olympischen Spielen 1972 gefasst hatte. Darin heißt es unter anderem: „Der auf dem Territorium des Bezirkes Frankfurt (Oder) stationierte ASK Vorwärts Berlin ist unter dem Namen ASK Vorwärts Frankfurt (Oder) schrittweise in die Bezirkshauptstadt zu verlegen. Der Sportklub SC Frankfurt (Oder) ist aufzulösen.“ (siehe Geschichte des ASK Vorwärts Frankfurt). Im Zuge der Verlegung des FC Vorwärts wurde die 1971 in die DDR-Liga aufgestiegene Mannschaft von Dynamo Frankfurt nach Fürstenwalde verlegt und spielte fortan als SG Dynamo Fürstenwalde. Die Entscheidung, den FC Vorwärts Berlin nach Frankfurt (Oder) zu verlegen, wurde sorgfältig vorbereitet. Bereits im Februar 1971 war eine Delegation aus Ost-Berlin nach Frankfurt (Oder) gereist, um den Standort zu prüfen.
Die letzte Berliner Saison des FC Vorwärts (1970/71) endete im Mittelfeld der Tabelle. Immerhin gelang in dieser Spielzeit noch der Vorstoß ins Viertelfinale des Europapokals der Pokalsieger. An die Erfolge der Berliner Zeit konnte der FC Vorwärts danach nie wieder anknüpfen.

#### FC Vorwärts Frankfurt
Der umgezogene FC Vorwärts spielte in der Oderstadt fortan unter der Bezeichnung FC Vorwärts Frankfurt. 1974 besiegte er Juventus Turin im Erstrundenspiel des UEFA-Pokals zuhause mit 2:1. Danach gab es einen Führungswechsel und die neuen Erfolge konnten nicht mehr erreicht werden. Nachdem sie die Saison auf dem zwölften und letzten Nichtabstiegsplatz beendet hatte, erreichte die Mannschaft 1976 relativ unerwartet das FDGB-Pokal-Finale. Dieses wurde allerdings deutlich mit 0:3 gegen den 1. FC Lokomotive Leipzig verloren. In der Saison 1977/78 konnte schließlich der Abstieg nicht mehr verhindert werden. Der FC Vorwärts musste nach 1953 zum zweiten Mal in seiner Clubgeschichte den Gang in die DDR-Liga antreten. Jedoch konnte in der darauf folgenden Saison der sofortige Wiederaufstieg in die höchste Spielklasse erreicht werden.
Anfang der 1980er Jahre erlebte der FC Vorwärts Frankfurt seine sportliche Wiederauferstehung, als er sich in drei aufeinander folgenden Spielzeiten für die Teilnahme am UEFA-Pokal qualifizieren konnte. Darüber hinaus erreichte man 1981 wiederum das Finale im FDGB-Pokal, wo man jedoch abermals gegen Lok Leipzig den Kürzeren zog (1:4). Außerdem gab es in der Saison 1982/83 mit der Vize-Meisterschaft die bislang beste Platzierung des FCV in der Frankfurter Ära – bezeichnenderweise hinter dem früheren Lokalrivalen BFC Dynamo, der seit einigen Jahren die Oberliga dominierte.
Am Ende der Saison 1987/88 musste der FC Vorwärts erneut in die Zweitklassigkeit. Auch hier spielte der BFC eine wesentliche Rolle, als dieser am letzten Spieltag durch einen 1:0-Heimerfolg den Abstieg der Frankfurter Gäste besiegelte. Die Niederlage der Oderstädter bewahrte gleichzeitig den zweiten Klub aus der Hauptstadt, Union Berlin, vor dem schon sicher geglaubten Ausscheiden.

### Seit 1991: Im gesamtdeutschen Fußball

#### Neugründung 1991
Mit dem Ende der DDR war auch das Ende des bisherigen FC Vorwärts gekommen, da die NVA zum 3. Oktober 1990 aufgelöst wurde und es im Umfeld der Bundeswehr eine der Armeesportvereinigung Vorwärts vergleichbare Organisationsstruktur nicht gab, der man sich hätte anschließen können.
Im letzten Jahr der Oberliga 1990/91, welche während der Saison – bedingt durch die Vereinigung – zur NOFV-Oberliga wurde, spielte die zuvor soeben wieder aufgestiegene Mannschaft dann schließlich ab Februar 1991 als FC Victoria 91 Frankfurt. Mit der offiziellen Neugründung des Vereins unter diesem neuen Namen konnte der Spielbetrieb bis zum Saisonende fortgeführt werden.
Das primäre Saisonziel, die Qualifikation zur 1. oder 2. Bundesliga, verfehlte der bisherige Armeesportklub allerdings deutlich – nicht zuletzt als Folge der Auflösung der NVA und dem daraus resultierenden personellen und strukturellen Substanzverlust für den Verein. Der FC Victoria schloss die Saison als Tabellenletzter (14. Platz) ab und erreichte damit nicht einmal die Qualifikationsrunde zur 2. Bundesliga, wofür der 12. Platz notwendig gewesen wäre. Der Verein verschwand so schließlich aus dem Blickfeld des Profifußballs.

#### Frankfurter FC Viktoria
Mit einer Mannschaft der „Namenlosen“ gelang es, den weiteren sportlichen Absturz zu verhindern und in der Saison 1991/92 in der Oberliga-Nordost Staffel Nord den 11. Platz zu belegen, womit der Klassenerhalt gesichert war.
Nach dem 5. Spieltag der Saison 1992/93 lautete der neue Name Frankfurter FC Viktoria 91. Die Namensgebung erfolgte in Anlehnung an den vor dem Krieg existierenden früheren Verein Viktoria F.S.C. 04, dessen Tradition man damit aufnahm.
In den folgenden Jahren folgten jeweils am Ende der Saison drei Mal der Abstieg aus der Oberliga Nordost (1992/93, 1999/2000, 2003/04) und zweimal der Wiederaufstieg (1996/97, 2002/03). Seitdem etablierten sich die Frankfurter in der Brandenburg-Liga.

#### 1. FC Frankfurt
Am 1. Juli 2012 schloss sich der MSV Eintracht Frankfurt dem Frankfurter FC Viktoria an und der Verein benannte sich in 1. FC Frankfurt (Oder) E. V. um. Das „E. V.“ im Namen steht dabei für die beiden Ursprungsvereine „Eintracht“ und „Viktoria“. Ziel des Zusammenschlusses sollte die mittelfristige Etablierung des Frankfurter Fußballs in höheren Spielklassen sein. Am Ende der Saison 2014/15 konnte der erste Erfolg gefeiert werden. Die Mannschaft bezwang am letzten Spieltag der Brandenburg-Liga Miersdorf/Zeuthen mit 5:1 und stieg so als Tabellenerster und Brandenburg-Meister in die Oberliga Nordost auf. Dort erreichte man nur aufgrund des Zwangsabstieges des insolventen  1. FC Neubrandenburg, auf Tabellenplatz 15 den Klassenerhalt. Nach einem erneuten Fehlstart in die neue Saison mit nur einem Punkt und einer Tordifferenz von 2:11 aus den ersten drei Spielen, erfolgte schließlich die Trennung von Trainer Michael Pohl. Kurz darauf wurde bereits Robert Fröhlich als Nachfolger vorgestellt. Nach einem 3:6 gegen den FC Mecklenburg Schwerin am letzten Spieltag, stand der 1. FC Frankfurt im Sommer 2017 mit 14 Punkten und einer Tordifferenz von −50, sowie 9 Punkten Rückstand auf den Tabellenvorletzten FC Strausberg, auf dem letzten Tabellenplatz. Da sich jedoch der SV Germania Schöneiche freiwillig aus der Liga zurückgezogen hatte, und damit automatisch auf den letzten Platz zurückgestuft wurde, standen die Frankfurter nun wie am Ende der Vorsaison auf dem 15. Platz. Dieser wäre eigentlich noch immer ein Abstiegsplatz, da jedoch in der Regionalliga Nordost der FC Carl Zeiss Jena aufgestiegen war und sich die Mannschaft des FC Schönberg, sowie die Zweitvertretung von RB Leipzig aus der Regionalliga zurückgezogen hatten, wurde der 15. Tabellenplatz zu einem Nicht-Abstiegsplatz, womit der 1. FC Frankfurt, wie bereits im Vorjahr, trotz sportlichem Abstieg die Klasse erneut halten konnte. In der Saison 2017/2018, erreichte man mit 25 Punkten, den 16. von 17 Plätzen, somit stieg der Verein letztendlich nach drei Jahren Fünftklassigkeit, in die sechstklassige Brandenburg-Liga ab. Am Ende der Brandenburg-Liga Saison 2021/2022 konnte der 1. FC Frankfurt mit 64 Punkten und damit zwei Zählern mehr als der Zweitplatzierte Oranienburger FC Eintracht, die Meisterschaft und damit nach vier Jahren den Wiederaufstieg in die Oberliga Nordost feiern. In der darauffolgenden Saison erreichte man, nach einer guten Hinrunde, am Ende lediglich Platz 15 und musste erneut den Weg zurück in die Brandenburg-Liga antreten. Die kommenden beiden Saisons schloss der 1. FC Frankfurt jeweils als Zweitplatzierter ab, womit der erneute Aufstieg in die Oberliga Nordost in beiden Jahren knapp verfehlt wurde.

## Auszüge aus der Namens- und Logo-Historie
| Datum              | Voller Name                                                       | Kurzname                    |
| ------------------ | ----------------------------------------------------------------- | --------------------------- |
| 2. August 1951     | Sportvereinigung Volkspolizei Vorwärts Leipzig                    | SV VP Vorwärts Leipzig      |
| 27. April 1952     | Sportvereinigung Vorwärts der Hauptverwaltung Ausbildung Leipzig  | SV Vorwärts der HVA Leipzig |
| 2. November 1952   | Sportvereinigung Vorwärts der Kasernierten Volkspolizei Leipzig   | SV Vorwärts der KVP Leipzig |
| 3. April 1953      | Sportvereinigung Vorwärts der Kasernierten Volkspolizei Berlin    | SV Vorwärts der KVP Berlin  |
| 27. September 1953 | Zentraler Sportklub Vorwärts der Kasernierten Volkspolizei Berlin | ZSK Vorwärts der KVP Berlin |
| 7. März 1954       | Zentraler Sportklub Vorwärts Berlin                               | ZSK Vorwärts Berlin         |
| 31. Oktober 1956   | Zentraler Armeesportklub Vorwärts Berlin                          | ZASK Vorwärts Berlin        |
| 1. Februar 1957    | Armeesportklub Vorwärts Berlin                                    | ASK Vorwärts Berlin         |
| 18. Januar 1966    | Fußballclub Vorwärts Berlin                                       | FC Vorwärts Berlin          |
| 14. August 1971    | FC Vorwärts Frankfurt                                             | FC Vorwärts Frankfurt       |
| 7. Februar 1991    | FC Victoria '91 Frankfurt                                         | FC Victoria 91              |
| 29. August 1992    | Frankfurter FC Viktoria 91                                        | FFC Viktoria 91             |
| 1. Juli 2012       | 1. FC Frankfurt (Oder) E. V.                                      | 1. FC Frankfurt             |

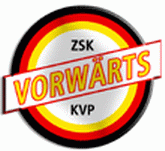
ZSK Vorwärts der KVP Berlin (1953–1956)
ASK Vorwärts Berlin (1956–1966)
FC Vorwärts Berlin (1966–1971)
FC Vorwärts Frankfurt (1971–1991)
FC Victoria 91 Frankfurt (1991–1992)
Frankfurter FC Viktoria 91 (1992–2012)
1. FC Frankfurt (seit 2012)

## Erfolge

### Erfolge im DDR-Fußball
In der ewigen Tabelle der DDR-Oberliga belegt die Mannschaft den sechsten Platz.
- DDR-Oberliga-Meister: 1958, 1960, 1962, 1965, 1966, 1969
- DDR-Oberliga-Vizemeister: 1957, 1959, 1970, 1983
- DDR-Oberliga-Dritter: 1963
- DDR-Liga-Meister: 1954, 1979, 1990
- FDGB-Pokalsieger: 1954, 1970
- FDGB-Pokalfinalist: 1956, 1976, 1981
- Europacup der Landesmeister: 1969/70 (Viertelfinale)
- Europacup der Pokalsieger: 1970/71 (Viertelfinale)
- UEFA-Pokal: 1980/81 (2. Runde)

#### Europapokalbilanz
| Saison  | Wettbewerb                    | Runde         | Gegner                  | Gesamt          | Hin             | Rück          |
| ------- | ----------------------------- | ------------- | ----------------------- | --------------- | --------------- | ------------- |
| 1959/60 | Europapokal der Landesmeister | 1. Runde      | Wolverhampton Wanderers | 2:3             | 2:1 (H)         | 0:2 (A)       |
| 1960/61 | Europapokal der Pokalsieger   | 1. Runde      | Roter Stern Brno        | 2:3             | 2:1 (H)         | 0:2 (A)       |
| 1961/62 | Europapokal der Landesmeister | 1. Runde      | Linfield FC             | 3:0             | 3:0 (H)         | kampflos      |
| 1961/62 | Europapokal der Landesmeister | Achtelfinale  | Glasgow Rangers         | 2:6             | 1:2 (H)         | 1:4 (A)       |
| 1962/63 | Europapokal der Landesmeister | 1. Runde      | Dukla Prag              | 0:4             | 0:3 (H)         | 0:1 (A)       |
| 1965/66 | Europapokal der Landesmeister | 1. Runde      | Drumcondra FC           | 3:1             | 0:1 (A)         | 3:0 (H)       |
| 1965/66 | Europapokal der Landesmeister | Achtelfinale  | Manchester United       | 1:5             | 0:2 (H)         | 1:3 (A)       |
| 1966/67 | Europapokal der Landesmeister | Qualifikation | Waterford FC            | 12:10           | 6:1 (A)         | 6:0 (H)       |
| 1966/67 | Europapokal der Landesmeister | 1. Runde      | Górnik Zabrze           | 4:6             | 1:2 (A)         | 2:1 (H)       |
| 1966/67 | Europapokal der Landesmeister | 1. Runde      | Górnik Zabrze           | 4:6             | 1:3 in Budapest |               |
| 1969/70 | Europapokal der Landesmeister | 1. Runde      | Panathinaikos Athen     | 3:1             | 2:0 (H)         | 1:1 (A)       |
| 1969/70 | Europapokal der Landesmeister | Achtelfinale  | Roter Stern Belgrad     | (a)4:4(a)       | 2:1 (H)         | 2:3 (A)       |
| 1969/70 | Europapokal der Landesmeister | Viertelfinale | Feijenoord Rotterdam    | 1:2             | 1:0 (H)         | 0:2 (A)       |
| 1970/71 | Europapokal der Pokalsieger   | 1. Runde      | FC Bologna              | (a)1:1(a)       | 0:0 (H)         | 1:1 (A)       |
| 1970/71 | Europapokal der Pokalsieger   | Achtelfinale  | Benfica Lissabon        | 2:2 (5:3 i. E.) | 0:2 (A)         | 2:0 n. V. (H) |
| 1970/71 | Europapokal der Pokalsieger   | Viertelfinale | PSV Eindhoven           | 1:2             | 0:2 (A)         | 1:0 (H)       |
| 1974/75 | UEFA-Pokal                    | 1. Runde      | Juventus Turin          | 2:4             | 2:1 (H)         | 0:3 (A)       |
| 1980/81 | UEFA-Pokal                    | 1. Runde      | Ballymena United        | 4:2             | 1:2 (A)         | 3:0 (H)       |
| 1980/81 | UEFA-Pokal                    | 2. Runde      | VfB Stuttgart           | 2:7             | 1:5 (A)         | 1:2 (H)       |
| 1982/83 | UEFA-Pokal                    | 1. Runde      | SV Werder Bremen        | (a)3:3(a)       | 1:3 (H)         | 2:0 (A)       |
| 1983/84 | UEFA-Pokal                    | 1. Runde      | Nottingham Forest       | 0:3             | 0:2 (A)         | 0:1 (H)       |
| 1984/85 | UEFA-Pokal                    | 1. Runde      | PSV Eindhoven           | 2:3             | 2:0 (H)         | 0:3 (A)       |

Gesamtbilanz: 42 Spiele, 16 Siege, 3 Unentschieden, 23 Niederlagen, 54:63 Tore (Tordifferenz −9)

### Erfolge im Amateurfußball
- Oberliga Nordost (4. Spielklasse): 1990–1993, 1997–2000
- Oberliga Nordost (5. Spielklasse): 2003, 2015–2018, 2022–2023
- Brandenburgischer Landesmeister: 1997, 2003, 2015, 2022
- Landespokalfinale Brandenburg: 1996, 2000, 2002
- Oberliga Hallenmeister: 2004

#### Bilanz seit 1990/91
| Saison    | Liga                       | Platz | Tore  | Punkte      |
| --------- | -------------------------- | ----- | ----- | ----------- |
| 1990/91   | NOFV-Oberliga ▼            | 14.   | 29:54 | 13:39       |
| 1991/92   | Oberliga Nordost Nord      | 11.   | 53:62 | 33:35       |
| 1992/93   | Oberliga Nordost Nord ▼    | 17.   | 43:82 | 20:44       |
| 1993/94   | Verbandsliga Brandenburg   | 04.   | 65:38 | 45:15       |
| 1994/95   | Verbandsliga Brandenburg   | 03.   | 79:25 | 43:17       |
| 1995/96   | Verbandsliga Brandenburg   | 02.   | 87:21 | 69          |
| 1996/97   | Verbandsliga Brandenburg ▲ | 01.   | 89:22 | 72          |
| 1997/98   | Oberliga Nordost Nord      | 05.   | 40:33 | 46          |
| 1998/99   | Oberliga Nordost Nord      | 05.   | 45:32 | 50          |
| 1999/2000 | Oberliga Nordost Nord ▼    | 11.   | 50:48 | 39          |
| 2000/01   | Verbandsliga Brandenburg   | 04.   | 48:30 | 53          |
| 2001/02   | Verbandsliga Brandenburg   | 06.   | 59:36 | 50          |
| 2002/03   | Verbandsliga Brandenburg ▲ | 01.   | 71:25 | 64          |
| 2003/04   | Oberliga Nordost Nord ▼    | 19.   | 40:74 | 25          |
| 2004/05   | Verbandsliga Brandenburg   | 04.   | 54:29 | 53          |
| 2005/06   | Verbandsliga Brandenburg   | 11.   | 49:45 | 40          |
| 2006/07   | Verbandsliga Brandenburg   | 07.   | 50:44 | 48          |
| 2007/08   | Brandenburg-Liga           | 03.   | 61:44 | 53          |
| 2008/09   | Brandenburg-Liga           | 07.   | 37:43 | 38          |
| 2009/10   | Brandenburg-Liga           | 10.   | 41:45 | 39          |
| 2010/11   | Brandenburg-Liga           | 11.   | 32:36 | 31          |
| 2011/12   | Brandenburg-Liga           | 08.   | 44:50 | 35          |
| 2012/13   | Brandenburg-Liga           | 09.   | 42:44 | 44          |
| 2013/14   | Brandenburg-Liga           | 06.   | 69:48 | 47          |
| 2014/15   | Brandenburg-Liga ▲         | 01.   | 76:40 | 62          |
| 2015/16   | Oberliga Nordost Nord      | 15.   | 31:77 | 21          |
| 2016/17   | Oberliga Nordost Nord      | 16.   | 30:80 | 14          |
| 2017/18   | Oberliga Nordost Nord ▼    | 16.   | 38:72 | 25          |
| 2018/19   | Brandenburg-Liga           | 03.   | 68:37 | 60          |
| 2019/20   | Brandenburg-Liga           | 03.   | 36:24 | 34 (⌀ 1,89) |
| 2020/21   | Brandenburg-Liga           | 02.   | 19:12 | 17 (⌀ 2,12) |
| 2021/22   | Brandenburg-Liga ▲         | 01.   | 82:37 | 64          |
| 2022/23   | Oberliga Nordost Nord ▼    | 16.   | 43:72 | 31          |
| 2023/24   | Brandenburg-Liga           | 02.   | 82:40 | 63          |
| 2024/25   | Brandenburg-Liga           | 02.   | 64:36 | 59          |

## Bekannteste Spieler
- Frieder Andrich: Mittelfeldspieler, absolvierte für den FC Vorwärts 298 Pflichtspiele und erzielte dabei 121 Tore
- Horst Assmy: Rechtsaußen, 12-facher DDR-Nationalspieler (4 Tore), nach Flucht in den Westen Tennis Borussia Berlin, FC Schalke 04 und KSV Hessen Kassel
- Werner Eilitz: Abwehrspieler, zwischen 1952 und 1956 8-facher DDR-Nationalspieler, 167 Einsätze in der Oberliga (3 Tore)
- Otto Fräßdorf: Abwehrspieler, 33-facher DDR-Nationalspieler (4 Tore), mit der DDR-Mannschaft für Gesamt-Deutschland Bronzemedaillengewinner 1964 in Tokio
- Rolf Fritzsche: 2-facher DDR-Nationalspieler, nach Flucht in den Westen Spieler bei Tennis Borussia Berlin, FK Pirmasens, Hamburger SV und KSV Hessen Kassel
- Erich Hamann: Mittelfeldspieler, 3-facher DDR-Nationalspieler, entscheidender Passgeber für das „Sparwasser-Tor“ im deutsch-deutschen Duell bei der Fußball-Weltmeisterschaft 1974
- Lothar Hause: von 1971 bis 1991 beim FCV aktiv. 9-facher DDR-Nationalspieler, 25× Juniorenauswahl, Olympiasilber 1980, 1973 Vize-Europameister U18, 1978 Vize-Europameister U21
- Günter Hoge: Rechtsaußen, zwischen 1961 und 1968 6-facher DDR-Nationalspieler, von 1966 bis 1970 1. FC Union Berlin
- Heinz Kaulmann: Torschützenkönig der DDR-Oberliga 1957 (15 Tore), anschließend 1966 bis 1968 1. FC Union Berlin
- Gerhard Körner: Mittelfeldspieler, 33-facher DDR-Nationalspieler (4 Tore), mit der DDR-Mannschaft Bronzemedaillengewinner 1964 in Tokio
- Hans-Dieter Krampe: Linksverteidiger, zwischen 1959 und 1965 28-facher DDR-Nationalspieler, von 1957 bis 1969 264 Einsätze in der DDR-Oberliga (6 Tore)
- Eckhard Kreutzer, Torwart, 38-facher Juniorennationalspieler, 97 Oberligaspiele
- Lothar Meyer: Halbstürmer, zwischen 1954 und 1961 16-facher DDR-Nationalspieler (2 Tore)
- Rainer Nachtigall: Rechtsaußen, 11-facher DDR-Nationalspieler (2 Tore)
- Jürgen Nöldner: Mittelfeldspieler („DDR-Puskás“), 30-facher DDR-Nationalspieler (16 Tore), Bronzemedaillengewinner bei den Olympischen Sommerspielen 1964 in Tokio, DDR-Fußballer des Jahres 1965/66
- Jürgen Piepenburg: Linksaußen, 88 Tore in der DDR-Oberliga, 11 Tore im Europapokal der Landesmeister.
- Thomas Rath: Stürmer/Mittelfeld, spielte in DDR-Oberliga für den FCV. Bestritt später 111 BL-Spiele (8 Tore), 31 2. BL-Spiele (5 Tore) für Hertha BSC, Dynamo Dresden, SC Freiburg und VfB Leipzig
- Horst Scherbaum: Abwehrspieler, Kapitän der Fußballnationalmannschaft der DDR beim allerersten Länderspiel 1952, 5 Länderspiele
- Lutz Schnürer: Mittelfeldspieler, absolvierte 87 Pflichtspiele / 31 Tore für den FC Vorwärts (1985–1988), weitere Stationen: BSG Chemie PCK Schwedt, BSG lok/Armaturen Prenzlau, BSG Stahl Eisenhüttenstadt, Hallescher FC Chemie, 1. FC Saarbrücken (2. Liga, 13 Einsätze)
- Karl-Heinz Spickenagel: Torhüter, 29-facher DDR-Nationalspieler
- Werner Unger: Mittelfeldspieler, 7-facher DDR-A-Nationalspieler. Gewann mit Vorwärts Berlin fünf Meisterschaften
- Gerhard Vogt: Mittelstürmer, im Jahre 1959 4-facher DDR-A-Nationalspieler (1 Tor), zwischen 1953 und 1955 sowie zwischen 1958 und 1967 181 Einsätze in der DDR-Oberliga (63 Tore)
- Günther Wirth: Linksaußen, 28-facher DDR-Nationalspieler (10 Tore)
- Horst Wruck: Mittelfeldspieler, zwischen 1966 und 1978 263 für den FCV in der Oberliga (36 Tore)
- Bernd Wunderlich: Stürmer, 1984 1 Länderspiel für die DDR, zwischen 1982 und 1986 101 Einsätze in der Oberliga für den FCV (7 Tore)